# خانبور
خانبور (بالأردوية: خان پور)‏ هي مستوطنة، في باكستان، تقع في Rahim Yar Khan District ‏، بلغ عدد سكانها 160,308 نسمة وذلك حسب إحصائيات سنة 2017، تبلغ مساحتها 3,065 كيلومتر مربع.

## المناخ
يظهر الجدول التالي التغييرات المناخية على مدار السنة لخانبور:
| البيانات المناخية لـخانبور        | البيانات المناخية لـخانبور | البيانات المناخية لـخانبور | البيانات المناخية لـخانبور | البيانات المناخية لـخانبور | البيانات المناخية لـخانبور | البيانات المناخية لـخانبور | البيانات المناخية لـخانبور | البيانات المناخية لـخانبور | البيانات المناخية لـخانبور | البيانات المناخية لـخانبور | البيانات المناخية لـخانبور | البيانات المناخية لـخانبور | البيانات المناخية لـخانبور |
| الشهر                             | يناير                      | فبراير                     | مارس                       | أبريل                      | مايو                       | يونيو                      | يوليو                      | أغسطس                      | سبتمبر                     | أكتوبر                     | نوفمبر                     | ديسمبر                     | المعدل السنوي              |
| --------------------------------- | -------------------------- | -------------------------- | -------------------------- | -------------------------- | -------------------------- | -------------------------- | -------------------------- | -------------------------- | -------------------------- | -------------------------- | -------------------------- | -------------------------- | -------------------------- |
| الدرجة القصوى °م (°ف)             | 29.4 (84.9)                | 32.8 (91.0)                | 40.6 (105.1)               | 45.6 (114.1)               | 47.8 (118.0)               | 48.0 (118.4)               | 46.7 (116.1)               | 43.3 (109.9)               | 42.2 (108.0)               | 41.1 (106.0)               | 37.0 (98.6)                | 32.0 (89.6)                | 48.0 (118.4)               |
| متوسط درجة الحرارة الكبرى °م (°ف) | 21.8 (71.2)                | 24.4 (75.9)                | 30.2 (86.4)                | 37.0 (98.6)                | 41.3 (106.3)               | 42.5 (108.5)               | 39.9 (103.8)               | 38.4 (101.1)               | 37.0 (98.6)                | 34.8 (94.6)                | 29.4 (84.9)                | 23.5 (74.3)                | 33.4 (92.0)                |
| المتوسط اليومي °م (°ف)            | 13.1 (55.6)                | 15.9 (60.6)                | 21.5 (70.7)                | 27.7 (81.9)                | 32.5 (90.5)                | 34.8 (94.6)                | 33.6 (92.5)                | 32.4 (90.3)                | 30.1 (86.2)                | 25.6 (78.1)                | 19.7 (67.5)                | 14.4 (57.9)                | 25.1 (77.2)                |
| متوسط درجة الحرارة الصغرى °م (°ف) | 4.4 (39.9)                 | 7.3 (45.1)                 | 12.8 (55.0)                | 18.5 (65.3)                | 23.6 (74.5)                | 27.2 (81.0)                | 27.3 (81.1)                | 26.3 (79.3)                | 23.1 (73.6)                | 16.3 (61.3)                | 10.1 (50.2)                | 5.3 (41.5)                 | 16.9 (62.3)                |
| أدنى درجة حرارة °م (°ف)           | −3.3 (26.1)                | −2.8 (27.0)                | 2.0 (35.6)                 | 6.5 (43.7)                 | 11.0 (51.8)                | 13.0 (55.4)                | 17.0 (62.6)                | 18.0 (64.4)                | 14.8 (58.6)                | 5.0 (41.0)                 | 0.6 (33.1)                 | −4.3 (24.3)                | −4.3 (24.3)                |
| الهطول مم (إنش)                   | 4.4 (0.17)                 | 5.4 (0.21)                 | 5.6 (0.22)                 | 2.8 (0.11)                 | 5.1 (0.20)                 | 2.8 (0.11)                 | 27.5 (1.08)                | 23.0 (0.91)                | 15.5 (0.61)                | 1.2 (0.05)                 | 0.7 (0.03)                 | 3.3 (0.13)                 | 97.3 (3.83)                |
| ساعات سطوع الشمس الشهرية          | 261.3                      | 244.3                      | 269.9                      | 287.1                      | 310.4                      | 283.5                      | 274.9                      | 293.8                      | 289.7                      | 307.2                      | 287.9                      | 260.5                      | 3٬370٫5                    |
| المصدر: NOAA (1961–1990)          |                            |                            |                            |                            |                            |                            |                            |                            |                            |                            |                            |                            |                            |